# Jurij Kondratjuk
Aleksandr Ignat'evič Šargej, noto anche con lo pseudonimo di Jurij Vasil'evič Kondratjuk (in russo Алекса́ндр Игна́тьевич Шарге́й?; in ucraino Олександр Гнатович Шаргей?, Oleksandr Hnatovyč Šarhej; Poltava, 21 giugno 1897 – Kaluga, 23 febbraio 1942), è stato un ingegnere e matematico sovietico.
Fu un pioniere dell'astronautica e del volo spaziale, un teorico e un visionario che, all'inizio del XX secolo, sviluppò il primo Rendezvous sull'orbita lunare (LOR) conosciuto, un concetto chiave per l'atterraggio e il volo di ritorno dalla Terra alla Luna. Il LOR è stato successivamente utilizzato per il tracciamento del primo vero volo spaziale umano sulla Luna . Molti altri aspetti del volo spaziale e dell'esplorazione spaziale sono trattati nelle sue opere.
Kondratjuk ha fatto le sue scoperte scientifiche in circostanze di guerra, ripetute persecuzioni da parte delle autorità e gravi malattie.
"Jurij Kondratjuk" è un'identità rubata sotto la quale l'autore si era nascosto dopo la rivoluzione russa e con la quale divenne noto alla comunità scientifica.

## Biografia e ricerca

### Infanzia

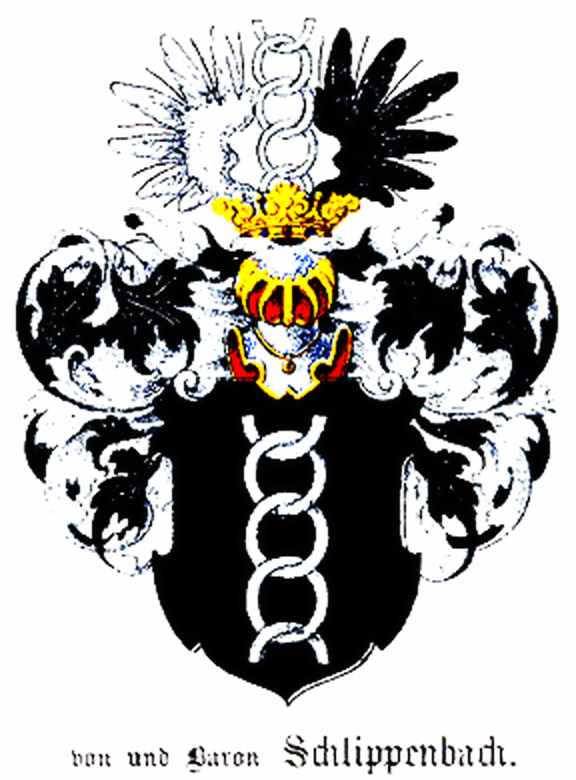
Stemma della famiglia von und Baron Schlippenbach

Kondratjuk nacque come Aleksandr Ignatyevich Shargei nel 1897 a Poltava, nell'impero russo (ora Ucraina), sebbene la sua famiglia originariamente vivesse a Kiev . Suo padre, Ignat Benediktovich Shargei, ha studiato fisica e matematica alla Taras Shevchenko National University of Kyiv al momento del suo matrimonio. La madre di Kondratjuk, Ljudmila L'vovna Schlippenbach, insegnava francese in una scuola di Kiev e doveva essere già incinta quando si sposò nel gennaio 1897. È una discendente diretta di Wolmar Anton von Schlippenbach, un generale che prese parte alla fallita invasione della Russia da parte di Carlo XII di Svezia . Suo nonno Anton von Schlippenbach era il tenente colonnello dell'esercito russo e ha partecipato alle guerre napoleoniche. Aleksandr viveva principalmente con sua nonna e suo marito a Poltava.
Fin dalla tenera età, Kondratjuk ha dimostrato grandi capacità in fisica e matematica. Quando fu abbastanza grande per frequentare il liceo, fu ammesso direttamente alla terza forma di un prestigioso liceo, dove si diplomò con una medaglia d'oro per la competenza pochi anni dopo.

### Istruzione superiore e prima guerra mondiale
Kondratjuk in seguito si iscrisse al Grande Politecnico di Pietrogrado per studiare ingegneria, dove fu influenzato da Ivan Meshcherskiy. Presto fu arruolato nell'esercito allo scoppio della prima guerra mondiale e lì si diplomò alla scuola per ufficiali di mandato . Durante il servizio militare sul fronte caucasico, Kondratjuk ha riempito quattro taccuini con le sue idee sul volo interplanetario. Questi includevano il suggerimento di utilizzare una navicella spaziale modulare per raggiungere la Luna, lasciando la sezione di propulsione del veicolo in orbita mentre un lander più piccolo viaggiava verso la superficie e ritorno (la strategia alla fine adottata dagli ingegneri del programma Apollo ). Ha incluso calcoli dettagliati della traiettoria per portare un veicolo spaziale dall'orbita terrestre all'orbita lunare e di nuovo all'orbita terrestre, una traiettoria ora conosciuta come "rotta di Kondratjuk" o "anello di Kondratjuk".

### I primi anni sovietici
Kondratjuk lasciò l'esercito nel 1917 in seguito alla rivoluzione russa e cercò di guadagnarsi da vivere alimentando le caldaie a Poltava. In quanto ex ufficiale dell'esercito zarista nato a livello locale, era ad alto rischio di essere arrestato dalle autorità bolsceviche in quanto nemico del popolo. L'anno successivo, Kondratjuk ha tentato di fuggire per la Polonia ma è stato fermato e respinto dalle guardie di frontiera. Le guardie hanno riconosciuto in lui i primi sintomi di tifo. È stato curato da un vicino e, su consiglio di amici, ha deciso di fuggire per un altro luogo. I suoi amici ottennero per lui carte d'identità contraffatte, con il nome di Yuri Vasilievich Kondratjuk, nato a Lutsk nel 1900 (che in realtà era morto di tubercolosi nel 1921). Con questa nuova identità, Kondratjuk ha vissuto a Kuban' e nel Caucaso settentrionale e dintorni, lavorando come meccanico e operaio ferroviario . Si stabilì a Novosibirsk in Siberia nel 1927.

### Primo libro, lavori di ingegneria e reclusione
Lavorando come meccanico, Kondratjuk ha completato il manoscritto di un libro intitolato Conquest of Interplanetary Space, che trattava del movimento dei razzi e delle questioni riguardanti la colonizzazione dello spazio . Ha anche suggerito di utilizzare una traiettoria gravitazionale a fionda per accelerare un veicolo spaziale. Nel 1925, Kondratjuk prese contatto con lo scienziato con sede a Mosca Vladimir Vetchinkin e gli inviò il manoscritto. Fino a quel momento lui e il suo lavoro erano sconosciuti agli appassionati di missili. Sebbene il libro sia stato accolto con entusiasmo dagli scienziati di Mosca, nessun editore avrebbe toccato un'opera così fantasiosa. Alla fine, Kondratjuk pagò una tipografia di Novosibirsk per produrre 2 000 copie del lavoro di 72 pagine, e anche allora dovette fare lui stesso gran parte della composizione e del funzionamento della macchina da stampa, sia per risparmiare sui costi ma anche perché le equazioni nel libro ponevano problemi per la stampante. Le scoperte di Kondratjuk furono fatte indipendentemente da Konstantin Tsiolkovsky, che a quel tempo lavorò anche su questioni relative ai voli spaziali; i due non si sono mai incontrati.
Applicando la sua abilità ingegneristica ai problemi locali, Kondratjuk progettò un enorme elevatore per cereali da 13.000 tonnellate (rapidamente soprannominato "Mastodon") a Kamen'-na-Obi, costruito in legno senza un solo chiodo poiché il metallo scarseggiava in Siberia. Questa ingegnosità avrebbe funzionato contro di lui quando nel 1930 fu indagato come "sabotatore" dall'NKVD. La mancanza di chiodi nella struttura è stata usata come prova che aveva programmato di crollare. Condannato per attività antisovietica, Kondratjuk è stato condannato a tre anni nei Gulag, ma a causa dei suoi evidenti talenti è stato mandato in una sharashka (prigione di un centro di ricerca) piuttosto che in un campo di lavoro . Lì, fu incaricato per la prima volta di valutare macchinari stranieri per l'estrazione del carbone da utilizzare a Kuzbass, e subito impressionò il supervisore del campo con la sua ingegnosità. Su richiesta del supervisore, nel novembre 1931 un comitato di revisione cambiò lo status di Kondratjuk da "prigioniero" a "esiliato" e lo mandò a lavorare su progetti di grano siberiano.

### Ricerca post-carcerazione sull'energia eolica
Kondratjuk venne a conoscenza di un concorso per progettare un grande generatore eolico per la Crimea, sponsorizzato da Sergo Ordzhonikidze, allora Commissario del popolo per l'industria pesante. Con i colleghi ingegneri esiliati Pyotr Gorchakov e Nikolaj Nikitin, Kondratjuk ha presentato un progetto per una torre di cemento alta 165 metri che sostiene un''elica a quattro pale con una luce di 80 metri e in grado di generare fino a 12.000 kW. Nel novembre 1932, Ordzhonikidze scelse questo progetto come vincitore e invitò il team a incontrarlo a Mosca prima di inviarlo a Kharkiv per finalizzare il progetto e supervisionare la sua costruzione. Mentre era a Mosca, Kondratjuk ha avuto l'opportunità di incontrare Sergei Korolëv, allora capo del GIRD (gruppo di ricerca missilistico sovietico). Korolëv ha offerto a Kondratjuk una posizione nel suo staff, ma questi ha rifiutato, temendo che il controllo che sarebbe stato sottoposto all'NKVD avrebbe rivelato la sua vera identità.
Kondratjuk, Gorchakov e Nikitin lavorarono al progetto eolico per i successivi quattro anni fino alla misteriosa morte di Ordzhonikidze nel 1937. Successivamente, il progetto fu ritenuto troppo costoso e pericoloso e fu chiuso, lasciando la torre costruita solo a metà. Nikitin avrebbe in seguito utilizzato ciò che aveva appreso su questo progetto quando realizzò la Torre Ostankino negli anni '60. Nel frattempo, gli uomini andarono a lavorare alla progettazione di turbine eoliche più piccole (nell'intervallo 150-200 kW) per alimentare le aziende agricole. Durante questo periodo, Kondratjuk venne a sapere dell'arresto di Korolev con l'accusa di tradimento per aver perso tempo nella progettazione di veicoli spaziali. Decise immediatamente di spogliarsi dei suoi copiosi appunti sull'argomento. L'ex vicino di Novosibirsk che lo aveva curato per rimetterlo in salute dopo il suo episodio di tifo accettò di prendere i suoi quaderni e alla fine li portò negli Stati Uniti quando fuggì lì con sua figlia dopo la seconda guerra mondiale . Ha anche inviato una copia del suo lavoro pubblicato al museo Tsiolkovsky di Kaluga.

### Combattimenti nella Seconda Guerra Mondiale e morte
Kondratjuk si unì all'Armata Rossa come volontario nel giugno 1941 e morì nel 1942 vicino a Kaluga. Le circostanze esatte della sua morte non sono note. La sua unità è stata coinvolta in pesanti combattimenti contro i nazisti nell'ottobre 1941 e il 3 ottobre viene talvolta indicato come data della sua scomparsa. Le prove raccolte negli anni '90 suggeriscono che sia scomparso nel gennaio o febbraio 1942 mentre riparava un cavo di comunicazione di notte vicino a Zasetsky, un villaggio nel distretto di Kirovskij nella regione di Kaluga.

## Opere
- A coloro che leggerebbero durante la costruzione (di un veicolo spaziale) - 1919 (non pubblicato)
- Conquista dello spazio interplanetario - 1925

## Ricordo e tributi

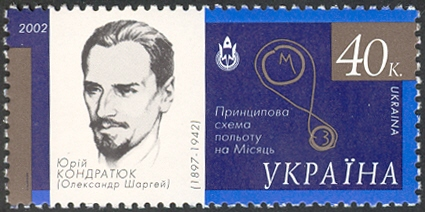
Francobollo ucraino del 2002 che commemora Jurij Kondratjuk.

Quando l'astronauta americano Neil Armstrong ha visitato l'Unione Sovietica dopo il suo storico volo sulla Luna, ha raccolto una manciata di terreno fuori dalla casa di Kondratjuk a Novosibirsk per riconoscere il suo contributo al volo spaziale, secondo quanto riferito esortando le autorità sovietiche a iniziare a commemorare Kondratjuk. Successivamente, un centro scientifico e un college a Novosibirsk, le strade di Poltava, Kiev e Mosca furono intitolate a Kondratjuk, così come il cratere Kondratyuk sulla Luna e l'asteroide 3084 Kondratyuk scoperto nel 1977.
Il governo dell'Ucraina ha emesso francobolli e monete con Kondratjuk. La Poltava National Technical University porta il nome di Kondratjuk dal 1997.
Jurij Kondratjuk è stato inserito nella International Space Hall of Fame nel 2014.